# نمس بني الذيل
النمس بني الذيل، فونتسيرا بني الذيل، النمس المدغشقري بني الذيل، أو سالانو (Salanoia concolor) هو نوع من الثدييات في فصيلة الفلنوكيات. وهو مستوطن في مدغشقر. موئله الطبيعي الغابات الاستوائية المنخفضة الرطبة. وهو مهدد بفقدان موئله.